# أليساندرو مارتينيلي
أليساندرو مارتينيلي (30 مايو 1993 في سويسرا - ) هو لاعب كرة قدم سويسري في مركز الوسط. شارك مع منتخب سويسرا تحت 16 سنة لكرة القدم ‏ ومنتخب سويسرا تحت 17 سنة لكرة القدم ومنتخب سويسرا تحت 18 سنة لكرة القدم ومنتخب سويسرا تحت 19 سنة لكرة القدم ومنتخب سويسرا تحت 21 سنة لكرة القدم. أما مع النوادي، فقد لعب مع نادي بريشيا ونادي سامبدوريا ونادي فينيزيا ونادي مودينا وPortogruaro Calcio ASD ‏.